# Smilisca sordida
Smilisca sordida es una especie de anfibio anuro de la familia Hylidae.

## Distribución geográfica
Esta especie habita desde el nivel del mar hasta 1525 m de altitud en Honduras, Nicaragua, Costa Rica, Panamá y Colombia.

## Publicación original
- Peters, 1863 : Fernere Mittheilungen über neue Batrachier. Monatsberichte der Königlich Preussischen Akademie der Wissenschaften zu Berlin, vol. 1863, p. 445-470[5]